# George Washington (Posaunist)
George Washington (* 18. Oktober 1907 in Brunswick, Georgia; † unbekannt) war ein US-amerikanischer Jazz-Posaunist. 

## Leben und Wirken
Nach dem Studium am New Yorker Konservatorium wurde Washington 1927 Berufsmusiker und wurde Mitglied des Orchesters von Arthur Gibbs. Danach arbeitete er von 1929 bis 1932 in Charlie Johnsons Band (Hot Bones and Rice, 1929), von 1932 bis 1936 in der Mills Blue Rhythm Band, von 1936 bis 1937 bei Fletcher Henderson und von 1937 bis 1942 im Orchester von Louis Armstrong. Dort trat er solistisch in den Titeln Red Cap (1937), So Little Time (1938), I Cover the Waterfront, Hey Lawdy Mama, Yes Suh und I'll Get Mine By and Bye (1941) hervor. Nach dem Zweiten Weltkrieg spielte er bei Benny Carter, Johnny Otis  und von 1947 bis 1948 im Orchester von Count Basie. Außerdem nahm Washington Platten mit Spike Hughes (1933) und Henry Red Allen (1936) auf.
Der Posaunist George Washington ist nicht zu verwechseln mit dem Bassisten gleichen Namens, der u. a. John Lee Hooker begleitete.